# Jean Campeau
Pour les articles homonymes, voir Campeau.
Jean Campeau, né le 6 juillet 1931 à Montréal et mort le 26 février 2025 dans la même ville, est un administrateur et homme politique québécois. Député du Parti québécois dans la circonscription de Crémazie de 1994 à 1998, il occupe les fonctions de ministre des Finances, ministre du Revenu et ministre des Transports sous Jacques Parizeau. Au cours de sa carrière, il est également président-directeur général de la Caisse de dépôt et placement du Québec durant les années 1980 et copréside la Commission sur l'avenir politique et constitutionnel du Québec, dont le rapport est publié en 1991.

## Biographie
Jean Campeau est titulaire d'un baccalauréat ès arts du Collège Sainte-Marie en 1952 et d'une licence en sciences commerciales et de cours en administration de l'École des hautes études commerciales en 1955. Il suit également des cours de l'Association des courtiers en valeurs mobilières.
Il est courtier en valeurs mobilières de 1955 à 1963 pour René T. Leclerc. Il est ensuite président et directeur général de Canada Flooring, une manufacture de planchers, de 1963 à 1970. De 1971 à 1977, il est directeur de la gestion de la dette publique au ministère des Finances du Québec, et sous-ministre adjoint au financement de 1977 à 1979. 
Dans les années 1980, Jean Campeau est nommé, pour un mandat de 10 ans, président-directeur général de la Caisse de dépôt et placement du Québec. Durant cette période, la Caisse procède à plusieurs achats d'actions dans diverses entreprises, notamment Gaz Métropolitain, Domtar, Steinberg et ce qui deviendra sa filière immobilière, Ivanhoé. Sa tentative d'augmenter la participation de la Caisse dans le Canadien Pacifique est bloquée par le gouvernement de Pierre Elliott Trudeau, qui dépose un projet de loi visant à limiter les parts de la Caisse ou de tout investisseur semblable dans une entreprise de transport. C'est lors de cette période que les investissements de la Caisse dans l'immobilier et à l'international se développement. Durant son mandat, l'actif net de la Caisse passera de 11 à 36 milliards de dollars.
En 1990 et 1991, il est nommé co-président, avec Michel Bélanger, de la Commission sur l'avenir politique et constitutionnel du Québec (commission Bélanger-Campeau) par le premier ministre du Québec Robert Bourassa. Cette commission a le mandat « d'étudier et analyser le statut politique et constitutionnel du Québec » après l'échec de l'accord du lac Meech et déposera en 1992 un rapport recommandant la tenue d'un référendum sur la souveraineté du Québec. Campeau dira, plus tard, être devenu souverainiste lors de cette période, et plus particulièrement, lorsque le gouvernement Bourassa refusera de se conformer aux recommandations de la commission.
Lors des élections générales de 1994, il est élu député à l'Assemblée nationale du Québec du Parti québécois dans la circonscription de Crémazie. Il est successivement ministre des Finances, ministre du Revenu puis ministre des Transports dans le cabinet de Jacques Parizeau entre 1994 et 1996. Lors de son mandat, il présente un projet de loi visant à abolir la double direction de la Caisse de dépôt et de placement et refuse que le gouvernement investisse dans l'achat des Nordiques de Québec, faute de rentabilité. Quelques jours avant la démission de Jacques Parizeau, il démissionne comme ministre le 25 janvier 1996 et ne se représente pas en tant que député en 1998.
Jean Campeau meurt le 26 février 2025 à l'âge de 93 ans, à Montréal.

## Honneurs
- 1985 : président d'honneur des Fêtes du 75e anniversaire de l'École des hautes études commerciales
- 1990 : grand officier de l'Ordre national du Québec
- 1991 : Ordre du Mérite